# Cmentarz wojenny w Supach
Cmentarz wojenny w Supach – cmentarz żołnierzy niemieckich i rosyjskich poległych w czasie I wojny światowej położony we wsi Supy w gminie Przytuły.
Cmentarz znajduje się około 0,5 km od drogi Jedwabne-Radziłów przy drodze do wsi Karwowo-Wszebory. Jest ogrodzony kamiennym murkiem. W centrum znajduje się kamienny pomnik z napisami w języku niemieckim (Friedhof der gefallenen Helden – pol. cmentarz poległych bohaterów) i rosyjskim oraz stalowym krzyżem z pasyjką. Liczba pochowanych żołnierzy nie jest znana. 15 mogił ziemnych jest obramowanych polnymi kamieniami. Wpisany do rejestru zabytków NID (dec. 245 z 23.02.1987)
Cmentarz znajduje się w rejestrze zabytków województwa podlaskiego pod numerem 245 z 23 lutego 1987 roku.